# سعید بن قیس همدانی
سعید بن قیس همدانی یکی از بزرگان و زاهدان تابعین، از جمله یاران نزدیک به علی بن ابی‌طالب و حسن بن علی و رئیس قبیله یمنی هَمْدان در عراق بود. او در حدود سال ۳۳ هجری قمری از طرف سعید بن عاص که در آن زمان والی عثمان در کوفه بود، عهده‌دار حکومت ری شد.

## ویژگی‌ها
او از یاران نزدیک و وفادار علی بود و به همین جهت علی او را در جنگ‌های مختلفی همچون جنگ جمل، جنگ صفین و برخی لشکرکشی‌های دیگر رئیس قسمتی از سپاه نمود. او در جنگ صفین بسیار رشادت و فداکاری نمود تا حدی که علی در ستایش او و همدانیان اشعاری خواند. پس از درگذشت علی او در حالی که مورد توجه حسن بن علی بود به یارانش پیوست.

## درگذشت
تاریخ درگذشت او مشخص نمی‌باشد ولی برخی تاریخ مرگش را سال ۵۰ هجری قمری ذکر کرده‌اند.